# 太田雅晴
太田 雅晴（おおたまさはる、1954年 - ）は、日本の経営工学者。大阪市立大学名誉教授。元日本情報経営学会会長。元オペレーションズマネジメント＆ストラテジー学会会長。

## 人物・経歴
静岡県浜北市（現浜松市浜名区）生まれ。1973年静岡県立浜松北高等学校卒業。1974年大阪大学工学部産業機械工学科入学。1979年大阪大学工学部産業機械工学科卒業。1981年大阪大学大学院工学研究科産業機械工学専攻修士課程修了、工学修士。1984年京都大学大学院工学研究科精密工学専攻博士後期課程研究指導認定退学、京都大学工学部助手。1987年日本経営工学会論文奨励賞受賞。1989年富山大学経済学部経営学科助教授。1993年京都大学博士（工学）。1995年大阪市立大学商学部助教授。1996大阪市立大学商学部教授。1999年経営情報学会理事。2000年ケース・ウェスタン・リザーブ大学客員研究員。2004年メルボルン大学客員研究員、日本品質管理学会評議員。2006年大阪市立大学大学院経営学研究科長・商学部長。2012年日本情報経営学会会長。2016年オペレーションズマネジメント＆ストラテジー学会会長。退職後、大阪学院大学経営学部経営学科教授、大阪市立大学名誉教授。

## 著書
- 『生産情報システム』日科技連出版社 1994年
- 『イノベーションマネジメント : システマティックな価値創造プロセスの構築に向けて』日科技連出版社 2011年
- 『イノベーションで創る持続可能社会』中央経済社 2013年